# 19738 Calinger
19738 Calinger è un asteroide della fascia principale. Scoperto nel 2000, presenta un'orbita caratterizzata da un semiasse maggiore pari a 2,2815672 UA e da un'eccentricità di 0,1855076, inclinata di 7,73751° rispetto all'eclittica.